# La que se avecina
La que se avecina  è una serie televisiva comica spagnola, creata dai fratelli Alberto e Laura Caballero e Daniel Deorador, prodotta dal 2007 da Mediaset España, Alba Adriatica e Infinia e trasmessa su Telecinco. La serie è destinata ad un pubblico abbastanza giovane, ma non è raccomandata ai minori di 12 anni, a causa dei contenuti leggermente espliciti. La que se avecina racconta i rapporti di convivenza tra i residenti di un condominio, attraverso le situazioni comiche che li vedono protagonisti. La maggior parte delle puntate ha luogo nel condominio immaginario di Mirador de Montepinar. La que se avecina si contraddistingue per l'umorismo surreale, con sfumature spesso sessiste, discriminatorie e razziste (nel caso ad esempio del personaggio di Antonio Recio) e la costante presenza di espliciti riferimenti sessuali (soprattutto, ma non esclusivamente, nel caso di Amador Rivas).
La serie riprende a grandi linee i contenuti di Aquí no hay quien viva, un'altra commedia televisiva che Antena 3 ha trasmesso tra il 2003 e il 2006, sempre prodotta da Alba Adriatica. Di Aquí no hay quien viva sono state trasmesse 90 puntate in cinque stagioni, oltre ad uno speciale Natale.
La que se avecina ha fatto il proprio debutto in Spagna il 22 aprile 2007, registrando da subito una buona risposta da parte dell'audience, ottenendo al momento del lancio il 28,8% di share. Ogni nuovo episodio della prima stagione è stato il programma più visto della televisione spagnola. Da allora sono state prodotte altre nove stagioni, più due speciali natalizi. Sin dal momento del debutto, e per tutta la sua durata, la serie è stata trasmessa in giorni diversi della settimana. La seconda stagione è stato il momento peggiore, tanto che, dopo dieci episodi, la serie è stata temporaneamente sospesa e poi spostata in seconda serata. Ad oggi, il team e l'emittente sono molto orgogliosi del successo travolgente della commedia, visti gli ottimi dati di audience. La serie non ha rivali, qualsiasi sia il giorno della settimana in cui viene trasmessa. Inoltre, la serie è una delle più longeve in Spagna.

## Episodi
| Stagione            | Episodi | Prima TV Spagna | Prima TV Italia |
| ------------------- | ------- | --------------- | --------------- |
| Prima stagione      | 13      | 2007            |                 |
| Seconda stagione    | 15      | 2008            |                 |
| Terza stagione      | 14      | 2009            |                 |
| Quarta stagione     | 12      | 2009-2010       |                 |
| Quinta stagione     | 13      | 2011            |                 |
| Sesta stagione      | 13      | 2012-2013       |                 |
| Settima stagione    | 13      | 2013-2014       |                 |
| Ottava stagione     | 16      | 2014-2015       |                 |
| Nona stagione       | 19      | 2016            |                 |
| Decima stagione     | 13      | 2017            |                 |
| Undicesima stagione | 13      | 2019            |                 |
| Dodicesima stagione | 16      | 2020            |                 |

## Personaggi e interpreti
- Coque Calatrava (stagioni 1-in corso), interpretato da Nacho Guerreros. Portinaio e giardiniere.
- Máximo Angulo (stagioni 1-in corso), Eduardo Gómez. Inizialmente assunto come portinaio, passerà poi a gestire il 'Max & Henry'.
- Enrique Pastor (stagioni 1-in corso), José Luis Gil. Consigliere comunale.
- Francisco Javier (stagioni 1-6), Eduardo García. Figlio di Enrique.
- Araceli Madariaga (stagioni 1-5-in corso), Isabel Ordaz. Madre di Francisco Javier ed ex moglie di Enrique.
- Amador Rivas (stagioni 1-in corso), Pablo Chiapella. Ex impiegato di banca, originario di Albacete, ora disoccupato.
- Maite Figueroa (stagioni 1-in corso), Eva Isanta. Moglie di Amador, si separano nel corso della serie.
- Justiniana Latorre (stagioni 5), Amparo Valle. Madre di Amador, compare per un cameo nella settima serie.
- Raquel Villanueva (stagioni 1-in corso), Vanesa Romero. Ex impiegata dell'agenzia immobiliare che ha costruito l'edificio.
- Nines Chacón (stagioni 2-in corso), Cristina Medina. Cugina di Raquel.
- Sergio Arias (stagioni 1-6), Adrià Collado. Attore, ha avuto un figlio con Maite durante una scappatella, causa poi del divorzio con Amador.
- Leonardo Romaní (stagioni 1-8), Luis Miguel Seguí.
- Antonio Recio (stagioni 1-in corso), Jordi Sánchez. Pescivendolo. Xenofobo e maschilista.
- Berta Escobar (stagioni 1-in corso), Nathalie Seseña. Moglie di Antonio. Cattolica praticante, ha avuto una relazione con Coque.
- Rosario Parrales (stagioni 4-6), Carlos Alcalde. Dipendente della pescheria, colombiano, sfruttato da Antonio Recio. Si era quasi sposato con el cuqui (Amador Rivas) per ottenere i documenti di residenza, ma alla fine si sposerà con una spagnola.
- Izaskun Sagastume (stagioni 1-6), Mariví Bilbao. Anziana basca, scappa dalla casa di riposo e inizia a vivere a Mirador de Montepinar occupando abusivamente un appartamento.
- Javier Maroto (stagioni 1-in corso), Antonio Pagudo. Informatico.
- Lola Trujillo (stagioni 1-in corso), Macarena Gómez. Attrice e moglie di Javi.
- Vicente Maroto (stagioni 1-in corso), Ricardo Arroyo. Padre di Javi.
- Judith Becker (stagioni 3-9), Cristina Castaño. Psicologa, si sposerà con Enrique Pastor alla fine della quinta stagione. Avranno un figlio, Dylan.

## Riconoscimenti
- 2011: Premio 'Pasión de Críticos' della FesTVal o Festival de Televisión y Radio di Vitoria-Gasteiz, nella categoria delle «Il più divertente»[3].
- 2012: Le attrici Isabel Ordaz e María Casal hanno ricevute un premio Shangay ciascuno, per i suoi personaggi nella serie dando vita a una coppia lesbica[4].